# Belén Moneo
Belén Moneo Feduchi (Madrid, 1965) es una arquitecta española especializada en materiales y diseños constructivos a diferentes escalas, interiorismo, edificio, urbanismo y paisajismo.

## Trayectoria
Moneo Feduchi se diplomó en Historia del Arte y Artes Visuales en 1988 en la Universidad de Harvard. Estudió un máster de arquitectura en la Universidad de Columbia finalizado en 1991 en la universidad de arquitectura, urbanismo y restauración de Nueva York. Continúa la herencia familiar profesional como arquitecta, dado que Moneo Feduchi es nieta del arquitecto Luis Martínez-Feduchi e hija del arquitecto Rafael Moneo. Moneo Feduchi trabaja como arquitecta con proyectos realizados a nivel internacional desde su estudio, primero con sede en Nueva York y actualmente con sede principal en Madrid.
En 1993 inició su colaboración con Jeff Brock en Tribeca con el proyecto de un loft. En 2002 fundó junto al arquitecto Jeff Brock el estudio de arquitectura Moneo Brock Studio especializado en diseños de urbanismo. de interiorismo  y de paisaje. Su trabajo abarca proyectos de tipología residencial así como edificios comerciales, terciarios o museos. Trabajan también en diseños industriales, de muebles. El estudio tiene oficinas en Madrid, México y República Dominicana. Han realizado proyectos para Europa, Estados Unidos, Turquía, Perú y China entre otros países.
En Madrid, junto al estudio de arquitectura, Moneo creó un espacio multidisciplinar para exposiciones artísticas y eventos interdisciplinares, _2B space to be.
Moneo Feduchi participa en conferencias y ha sido profesora en la Escuela Técnica Superior de Arquitectura de Madrid. Entre otros premios y reconocimientos, Moneo Feduchi fue galardonada con el premio de Arquitectura y Diseño Interior otorgado por Porcelanosa en 2015 y fue presidenta de los premios FAD de arquitectura e interiorismo en 2017. Ha sido comisaria de la exposición Cartas a la alcaldesa realizada en el Colegio Oficial de Arquitectos de Madrid, también en 2017, con las cartas que 75 arquitectos redactaron dirigidos a la alcaldesa Manuela Carmena y el impulso de la arquitecta Eva Franch.

## Obras seleccionadas
- Termas de Tiberio en Panticosa, Huesca.
- 2009 - 2012 Bosque de acero, Cuenca (España).
- 2012 Espacio de la Fundación Telefónica en Madrid.
- 2017 Exposición "Cartas a la Alcaldesa", Colegio Oficial de Arquitectos de Madrid.
- 2017 El proyecto del Jardín infantil del Hospital 12 de Octubre, se realizó con la participación de los niños hospitalizados que expresaron y dibujaron su espacio de juego preferido.[8]

## Reconocimientos
- 2015 8th Architecture and Interior Design Awards, Porcelanosa Grupo.[8]
- 2017 Presidenta de los premios FAD de Arquitectura e Interiorismo.[1][4][5][6]